# Fastighetsprisbubbla
En fastighetsprisbubbla är en typ av finanskris orsakad av spekulation i priset på småhus, fastigheter och bostadsrätter. Den kännetecknas av en stor, men i tid begränsad, avvikelse uppåt i priset på småhus och bostadsrätter jämfört med konsumentprisindex, KPI. Större eller mindre fastighetsbubblor tenderar att inträffa periodiskt med ca 20 års mellanrum, och bubblan kan vara både lokal och global.
USA, Spanien och Storbritannien sägs just nu[när?] befinna sig i effekterna av en fastighetsprisbubbla. Sverige har under mer än tio år haft en utveckling av bostadspriserna som till stor del stämmer överens med det förväntade förloppet under uppbyggnaden av en fastighetsprisbubbla. 
Nationalekonomerna Karl Case och Robert Shiller har presenterat Case-Shiller index som ett sätt att beskriva bomarknadens värdering.

## Historik

### 1990-talet
Från 1990 och framåt kraschade fastighetsmarknaden i Japan, med stora konsekvenser för den japanska ekonomin.